# I LOVE YOU (本田美奈子.のアルバム)
『I LOVE YOU』（アイ・ラブ・ユー）は、本田美奈子.のベスト・アルバム。

## 解説
アニメやゲームソフトの主題歌を中心に、1996年から2003年までにリリースされた楽曲を収録したベスト・アルバム。この時期に所属していたマーベラスエンターテイメントから発売されていた楽曲のみならず、レーベルそのものが消滅したアポロンから発売の2曲も収録されている。

## 収録曲
1. 風のうた [3:33]
作詞：うえのけいこ、作曲・編曲：佐橋俊彦
  - フジテレビ系アニメ『HUNTER×HUNTER』エンディングテーマ
2. ナージャ!! [3:24]
作詞・作曲：茅原万起、編曲：大谷幸
  - テレビ朝日系アニメ『明日のナージャ』オープニングテーマ
3. 愛の砂漠 [4:07]
作詞：広井王子、作曲・編曲：藤原いくろう
  - PlayStation 2ゲーム『Dog Of Bay』挿入歌
4. 晴れた空お天気 [3:59]
作詞：うえのけいこ、作曲・編曲：佐橋俊彦
5. 星空 [3:46]
作詞：広井王子、作曲・編曲：藤原いくろう
  - PlayStation 2ゲーム『Dog Of Bay』テーマソング
6. Honey [4:02]
作詞：Hiroki、作曲・編曲：KAZUHIKO MAEDA
7. shining eyes [4:49]
作詞：有森聡美、作曲：本田美奈子、編曲：三井誠
  - 1996年オートレースのテーマ曲。
8. etoile -星- [5:06]
作詞：柚木美祐、作曲・編曲：奥慶一
9. I LOVE YOU [4:52]
作詞・作曲：尾崎豊、編曲：DJ SOMA & HITOSHI HARUKAWA for GROW SOUND
  - 尾崎豊の曲をカヴァーしたもので、タイトルチューンでもある。
10. impressions [4:01]
スキャット：本田美奈子
作曲：山梨鐐平、編曲：田代修二
  - 本アルバム唯一のスキャットのみによるナンバー。牧田和男Produce
11. 一瞬/永遠 [6:59]
作詞：Hiroki、作曲・編曲：DJ SOMA & HITOSHI HARUKAWA for GROW SOUND